# Fínghin Mac Carthaigh
Finghin Mac Carthaigh, noto anche come Fineen of Ringrone (irlandese: Fínghin Reanna Róin Mac Carthaigh) (... – 1261) fu re di Desmond dal 1251 fino alla sua morte, poco dopo la sua famosa vittoria su John FitzGerald, primo barone Desmond nella battaglia di Callan. Era il figlio di Donal Gott MacCarthy, re di Desmond e fondatore della dinastia MacCarthy Reagh, Principi di Carbery, e per questo motivo è considerato appartenere a essa.
Fu in gran parte la vittoria di Finghin MacCarthy contro i Geraldini a preservare il gaelico Desmond per i successivi tre secoli.